# Eleição para prefeito de São Francisco em 2003
A eleição para prefeito de São Francisco em 2002 foi realizada em 4 de novembro e 9 de dezembro de 2003. O prefeito Willie Brown não poderia disputar um terceiro mandato devido à legislação eleitoral. A eleição geral incluiu três principais candidatos, entre eles o então supervisor Gavin Newsom e depois Presidente do Conselho de Supervisores, Matt Gonzalez e a ex-supervisora Angela Alioto. Nenhum candidato recebeu a maioria necessária mo segundo turno e um segundo turno foi realizado entre Gavin Newsom e Matt Gonzalez. O segundo turno ocorreu em 9 de dezembro de 2003, onde Gavin Newsom foi eleito prefeito de San Francisco.
Em 2003, o então supervisor Gavin Newsom, um democrata, disputou um grande número de candidatos, incluindo os supervisores Matt Gonzalez, Tom Ammiano e Angela Alioto; a tesoureira Susan Leal e Tony Ribera. Newsom e Gonzalez foram para o segundo turno. A eleição ganhou atenção internacional, pois o candidato Matt Gonzalez estava com chances de vencer Gavin Newsom.